# كأس العالم للكريكيت 1992
كأس العالم للكريكيت 1992 (بالإنجليزية: 1992 Cricket World Cup)‏ هو الموسم 5 من  كأس العالم للكريكيت. أقيم خلال الفترة 1992 وحتى 25 مارس 1992، وأشرف على تنظيمه المجلس الدولي للكريكيت، وكان عدد الأندية المشاركة فيه  9. 